# Astragalus glabrescens
Astragalus glabrescens är en ärtväxtart som beskrevs av Nikolai Fedorovich Gontscharow. Astragalus glabrescens ingår i släktet vedlar, och familjen ärtväxter. Inga underarter finns listade i Catalogue of Life.